# Nicolas Fouquet
Nicolas Fouquet (París, 27 de gener de 1615 – Pignerol, 3 d'abril de 1683) va ser un estadista francès. Vescomte de Melun, vescomte de Vaux, marquès de Belle-Île i totpoderós Superintendent de Finances del rei Lluís XIV, protector i mecenes d'escriptors i artistes, va ser deposat en 1661 pel jove monarca i tancat a la presó, on va morir en circumstàncies misterioses.

## Joventut
Nicolas Fouquet era fill de François IV Fouquet, Conseller d'Estat en el Parlament de París i soci de la Compagnie des îles d'Amérique. La seua família va fer fortuna amb el comerç de tèxtils abans de dedicar-se a la magistratura. Contràriament a les conjectures que es feien en aquella època, la seva no era una família d'origen noble, sinó que va accedir a la dita noblesa de toga al comprar el seu pare el càrrec de conseller del Parlament.